# Bezoek van Filip van België aan Congo-Kinshasa
Het bezoek van koning Filip aan Congo vond plaats van 7 juni tot en met 13 juni 2022. Eerder werd het bezoek al driemaal uitgesteld, de eerste twee keer door de coronapandemie, de derde keer door de Russische invasie van Oekraïne.
Het was de eerste keer dat de Belgische koning Filip en zijn vrouw koningin Mathilde Congo bezochten, twaalf jaar na het laatste bezoek van koning Albert II in 2010. Tevens was het pas het zevende koninklijke bezoek aan het land. Naast het koningspaar reisden ook eerste minister Alexander De Croo, minister van Ontwikkelingssamenwerking Meryame Kitir en staatssecretaris voor Wetenschapsbeleid Thomas Dermine mee af. Aanvankelijk zou ook vicepremier en minister van Buitenlandse Zaken Sophie Wilmès meereizen, maar in april 2022 legde ze haar bevoegdheden als minister tijdelijk neer.

## Verloop van het bezoek
Het vliegtuig vertrok op 7 juni vanop de militaire luchthaven in Melsbroek, en landde later die dag in Kinshasa. De volgende dag, op woensdag 8 juni, hielden koning Filip en Congolees president Félix Tshisekedi een speech in het Palais du Peuple in Kinshasa. Hierin betuigde koning Filip zijn diepste spijt voor het koloniale regime in het algemeen, en het gruwelregime dat hiermee gepaard ging. Dit was een unicum: nooit eerder gaf een Belgische koning in een voormalige kolonie toe dat er wandaden werden gepleegd in de kolonies. De speech werd afgesloten in de vier nationale talen van Congo: Lingala, Kikongo, Swahili en Tshiluba. Er volgden echter geen excuses, mede door de mogelijke juridische gevolgen rond herstelbetalingen. Na de uitspraak van de bijzondere commissie in de Kamer van volksvertegenwoordigers over het koloniaal verleden kunnen deze alsnog volgen, wat ook historicus Idesbald Goddeeris denkt. Deze commissie onderzoekt de rol en verantwoordelijkheid van onder andere de monarchie, de Staat, de Kerk en de bedrijven bij de wandaden, bijvoorbeeld aan de hand van hoorzittingen met Congolezen, Rwandezen en Burundezen. Politicus Wouter De Vriendt, de voorzitter van de commissie, vond de spijtbetuiging van koning Filip "baanbrekend".

Politicologe Nadia Nsayi vond de speech een belangrijk symbolisch moment, maar de echte veranderingen in de Belgisch-Congolese relaties zullen moeten komen van de Belgische Staat en regering. Volgens haar moeten ook zij hun excuses aanbieden. Ook Sandrine Ekofo, beleidsmedewerker bij Broederlijk Delen, en auteur Lieven Miguel Kandolo deelden die mening. Geschiedkundige Ernest Sindani Kiangu wilde vooral dat België naast Congo staat, en niet boven Congo als "hulpverlener". De conclusie van enkele kenners was dan ook dat de speech symbolisch heel waardevol was, maar dat er nog grotere stappen nodig zijn om te spreken van echte veranderingen. Ook de Congolese gemeenschap in België sloot zich daar grotendeels bij aan.

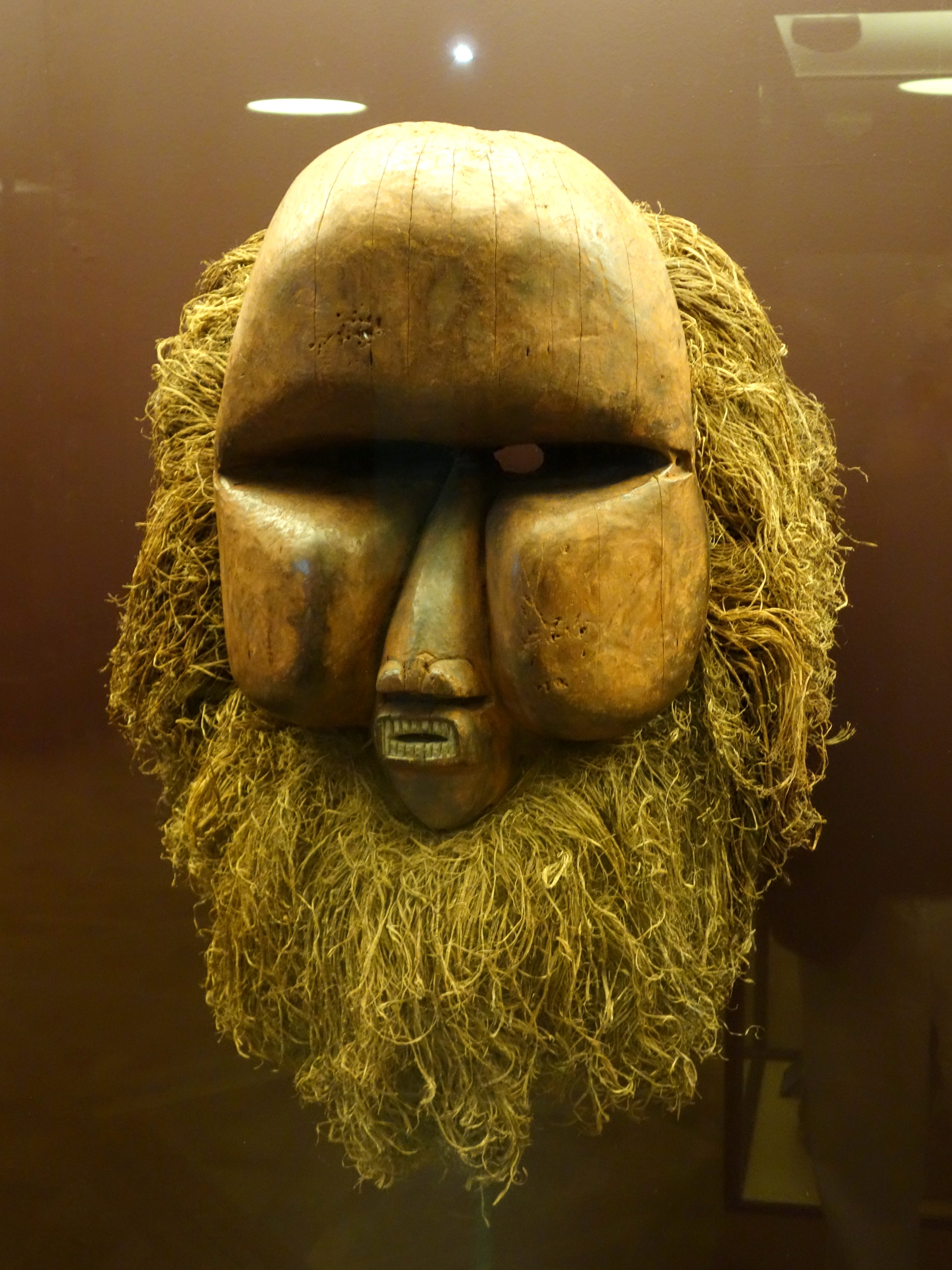
Een gelijkaardig kakuungumasker, dat in het AfricaMuseum in Tervuren is tentoongesteld.

Eerder die dag vond in het Musée national de la République démocratique du Congo de overhandiging plaats van een kakuungumasker. Het masker is afkomstig van de Suku, een etnische groep uit de Congolese provincie Kwango. Het stuk is zo'n 1,6 meter hoog, en werd gebruikt bij rituelen tijdens de initiatie van jongens tot mannen, enerzijds om het bloeden tijdens de circumcisie tegen te gaan, anderzijds om kwade geesten af te schrikken. Het masker werd in 1954 voor 215 frank gekocht door Albert Maesen die in Congo op antropologische missie was. Aangezien er een bewijs van betaling is, is dit stuk theoretisch gezien geen roofkunst. Aangezien er in België nog geen juridisch kader bestaat voor een donatie uit een federale collectie, in dit geval het AfricaMuseum, werd het masker in langdurige bruikleen aan Congo gegeven. Het wordt tentoongesteld in het Musée national. Alexander De Croo gaf aan dat België alle kunst die tijdens de koloniale periode van Congo naar België werd gebracht zal worden teruggegeven aan Congo. Expert en historicus Mathieu Zana Etambala is echter van mening dat er inventarissen gemaakt moeten worden van de stukken die nog in Congo aanwezig zijn. Volgens hem moeten enkel de zaken waarvan er in het land geen of zeer weinig exemplaren aanwezig zijn worden teruggegeven. Het Palais de la Nation werd ook bezocht, hier gaf Lumumba zijn onafhankelijkheidsspeech.
Op donderdag 9 juni woonde de delegatie een banket bij, bezochten ze een lokale markt en de Académie des Beaux-Arts, en deed het koningspaar een fotoshoot aan de Kongorivier. Er vond tevens een bezoek plaats aan Silikin Village, een ontwikkelingsagentschap dat jongeren wil begeleiden met hun opleiding. Daarnaast sloot minister Kitir een overeenkomst van zestien miljoen euro met Congo, met als doel meer en betere jobs te creëren.
Na het bezoek aan Kinshasa volgde op 10 juni een bezoek aan Lubumbashi in Haut-Katanga, De Croo reisde ondertussen terug naar België. Hier werden de Université de Lubumbashi en de École Privée Belge de Lubumbashi bezocht. Er werd kritiek geuit op de keuze van deze school; de École Privée Belge is namelijk een eliteschool, en niet representatief voor het onderwijs in het land. In de universiteit speechte koning Filip opnieuw, ditmaal voor duizenden studenten. In deze speech focuste hij meer op de toekomst dan op het verleden, in tegenstelling tot zijn speech in Kinshasa. De meerderheid vond het mooie woorden van de koning, maar wilden vooral daden zien, zoals hulp in de oorlog tegen de M23-beweging in het oosten van het land.
Op 11 juni werd er doorgereisd naar het dorp Katanga, eveneens in Haut-Katanga, waar de Belgische kolonisator mijnen opende voor de ontginning van koper. Dit leidde tot massale ontbossing, zo'n tachtig procent van het oorspronkelijke miombewoud is verdwenen sinds de komst van de Belgen. De lokale bevolking ondervindt hiervan de gevolgen, zo is het regenseizoen verkort, mislukken de oogsten vaker en breken er ziektes uit. Het pilootproject Gemeenschapswoud van de Voedsel- en Landbouworganisatie van de Verenigde Naties, de Global Environment Facility, de Congolese regering, privépartners en ook België gaf al aan zo'n 334.000 hectare woud aan te planten. Verder vond er ook een gesprek met en een eerbetoon aan Albert Kunyuku Ngoma plaats, de enige nog levende oud-strijder van de Force Publique die meevocht tijdens de Tweede Wereldoorlog.
Ten slotte werd Bukavu, in Zuid-Kivu, bezocht, op 12 juni. Hier was het Panzi Hospital de belangrijkste tussenstop. De oprichter en directeur van dit ziekenhuis is Denis Mukwege, die in 2018 samen met Nadia Murad Basee de Nobelprijs voor de Vrede ontving. In dit ziekenhuis worden sinds 1999 slachtoffers van groepsverkrachtingen en andere vormen van seksueel geweld behandeld. Mukwege riep hier op om de slachtoffers van de oorlog in Congo gelijkwaardig te behandelen, net zoals de slachtoffers van de Russisch-Oekraïense Oorlog. Ook koningin Mathilde nam hier het woord, en bewonderde de kracht, moed en waardigheid van de vrouwen in het ziekenhuis. Ze vlogen later die dag terug naar Lubumbashi voor een laatste diner, om op 13 juni terug naar Melsbroek in België te vliegen.

Tijdens het bezoek had het koningspaar verschillende ontmoetingen met president Tshisekedi en first lady Denise Nyakeru Tshisekedi, zowel openbaar als privé. 

Belgische delegatie
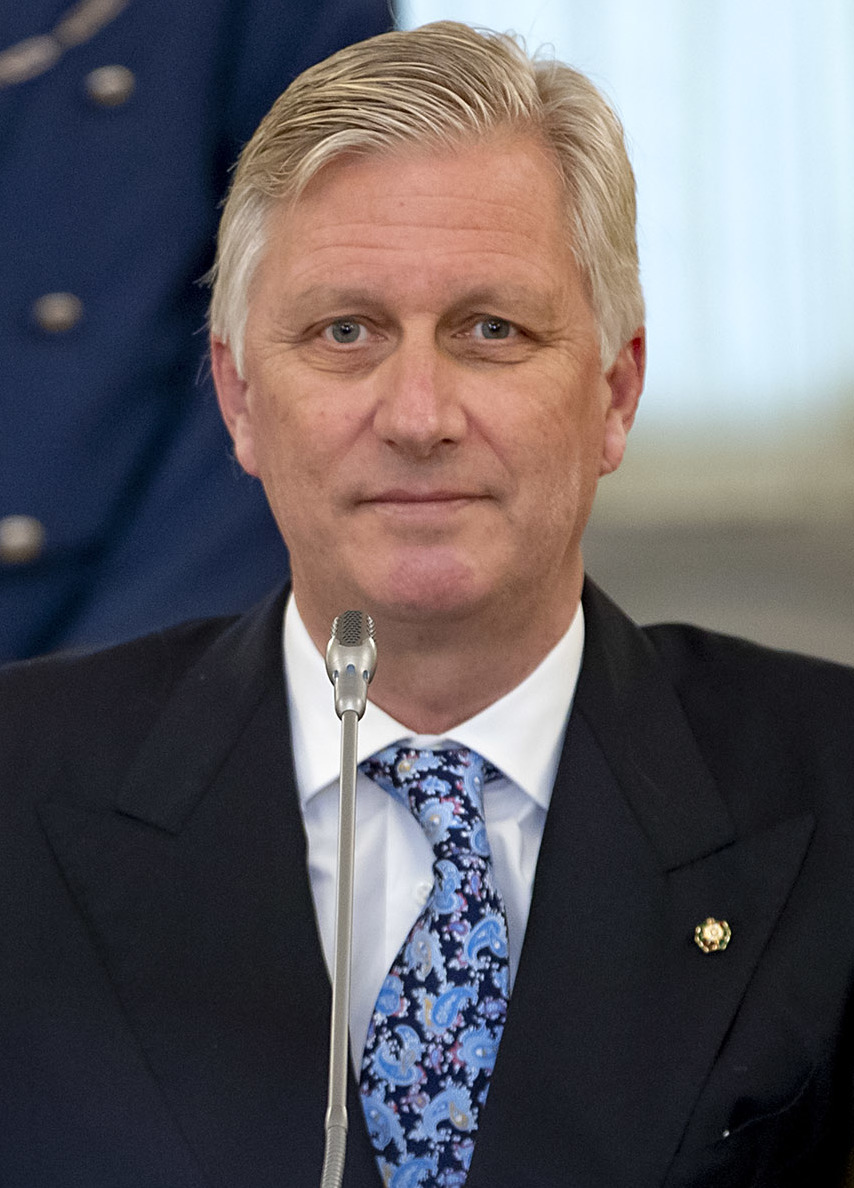
Koning Filip van België
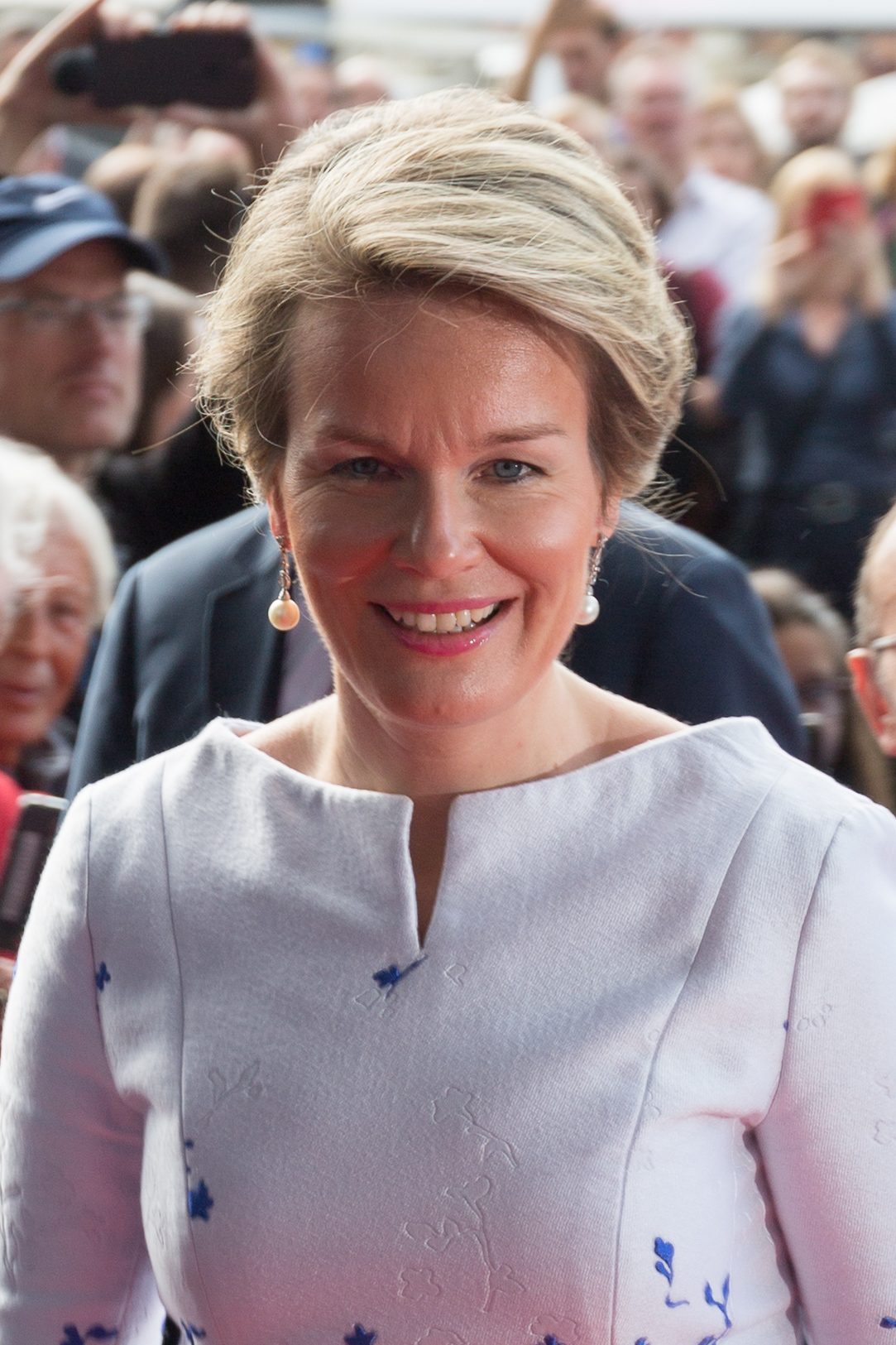
Koningin Mathilde d'Udekem d'Acoz
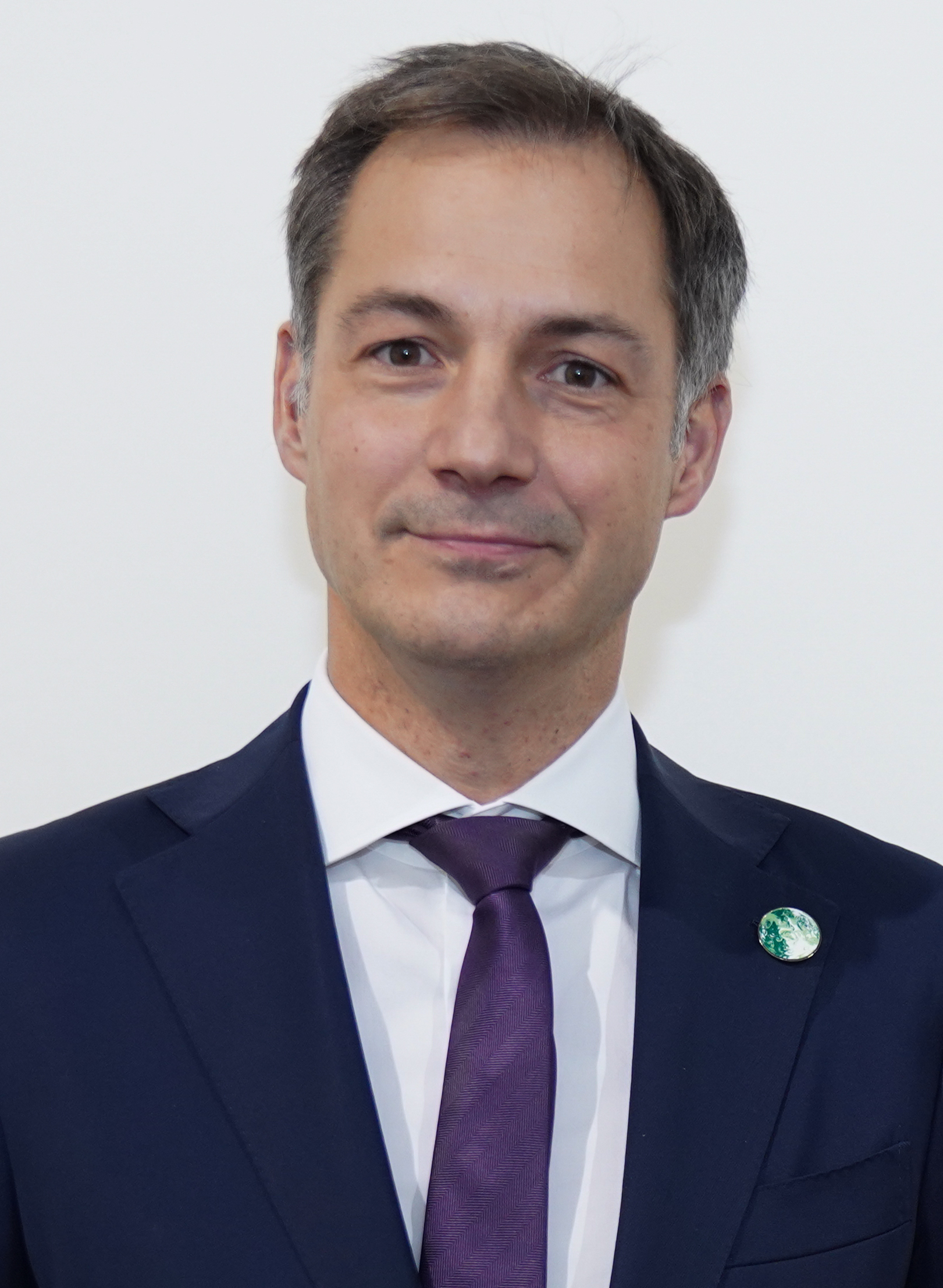
Premier Alexander De Croo
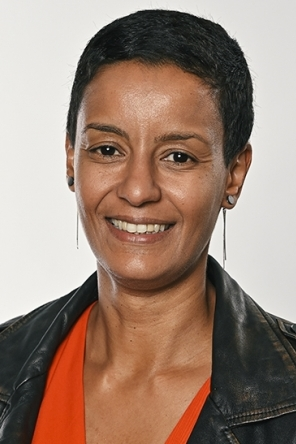
Minister Meryame Kitir
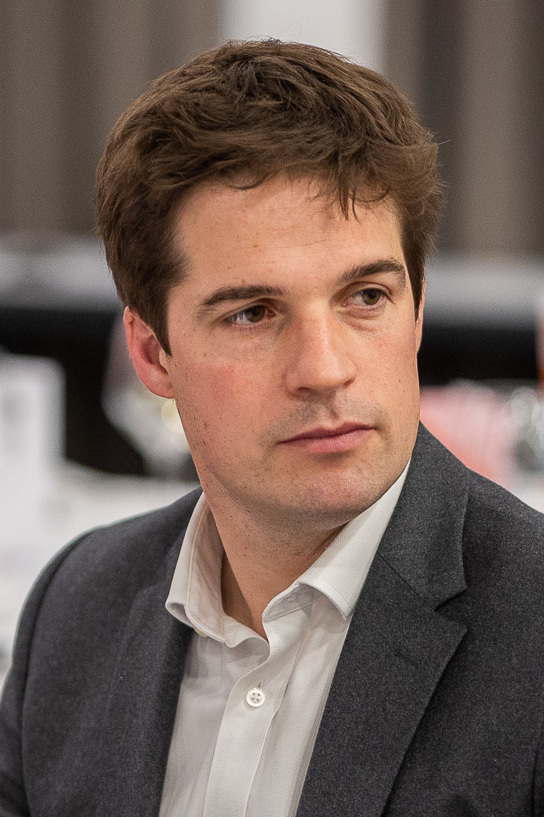
Staatssecretaris Thomas Dermine
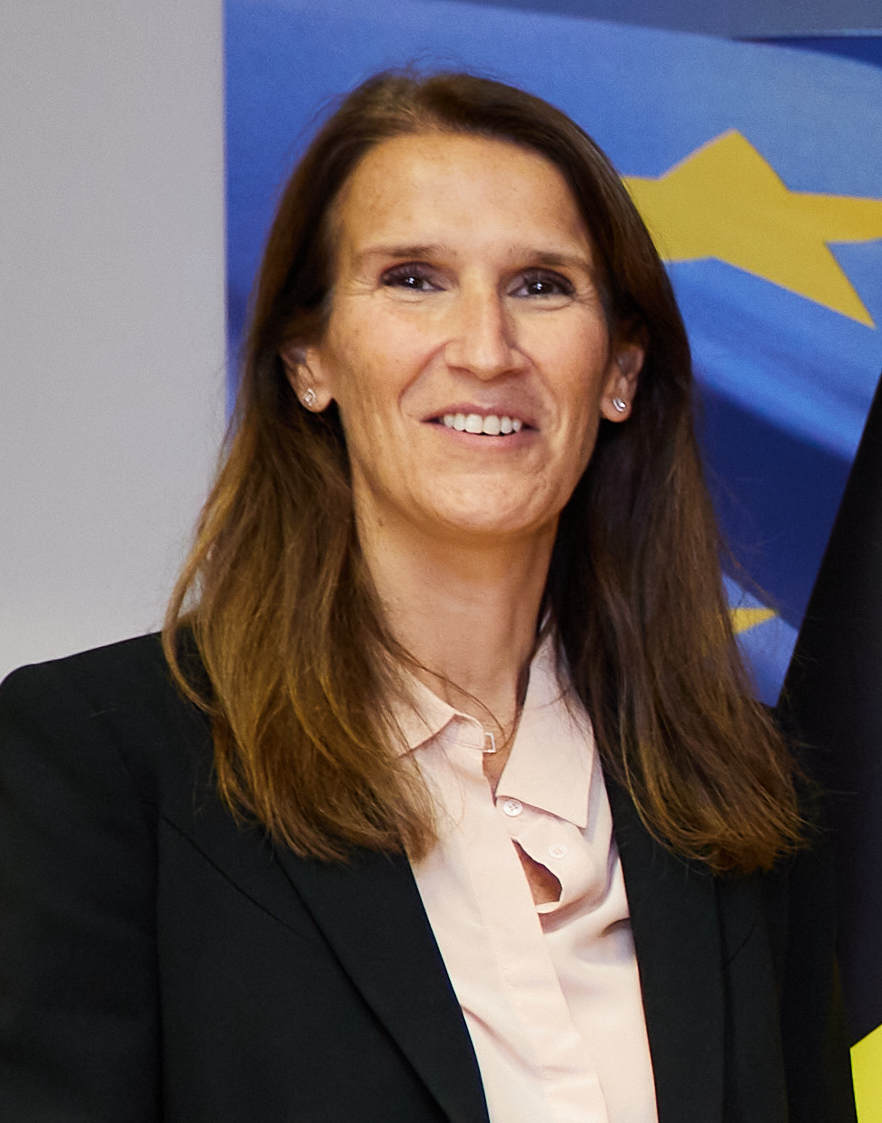
Vicepremier Sophie Wilmès (aangekondigd, maar niet meegereisd)

## Voorgeschiedenis

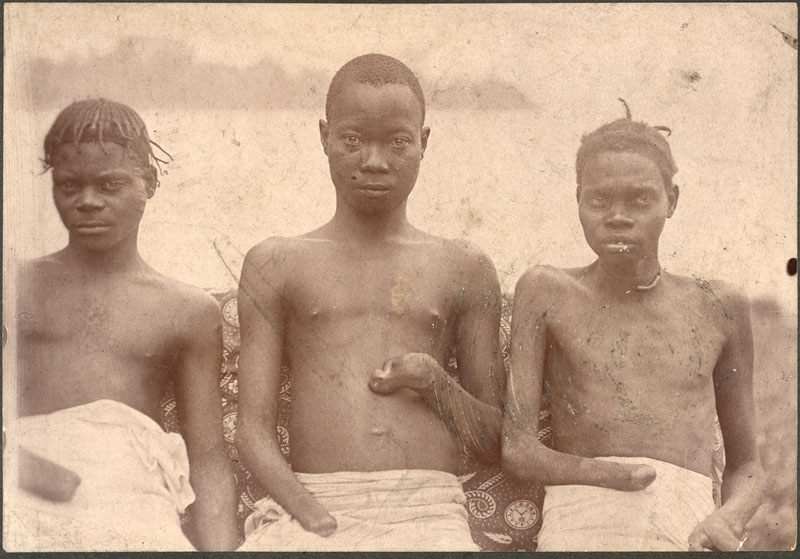
Kinderen die het slachtoffer werden van verminking door de autoriteiten van de Onafhankelijke Congostaat

Tussen 1885 en 1908 was het land een onafhankelijke staat onder het persoonlijke bewind van koning Leopold II, als Congo-Vrijstaat. Hij voerde een schrikbewind, wat leidde tot vele wandaden. In deze periode stierven er miljoenen Congolezen aan honger, ziekte en geweld. Onder internationale druk nam België de kolonie over van de koning. Deze periode liep van 1908 tot en met 1960. De wandaden namen af, maar verdwenen niet volledig, onder meer onder de vorm van dwangarbeid en rassensegregatie. Op 30 juni 1960 verklaarde Congo zichzelf onafhankelijk, met Patrice Lumumba als premier en Joseph Kasavubu als president. België trok zich officieel terug uit angst voor een onafhankelijkheidsoorlog.
Het laatste bezoek van een Belgische koning dateerde van 30 juni 2010, voor de viering van vijftig jaar onafhankelijkheid van Congo. Belgische aanwezigen koning Albert II, koningin Paola en eerste minister Yves Leterme en Congolees president Joseph Kabila deden geen uitspraken in het openbaar, laat staan over gruweldaden of misstappen tijdens de kolonisatie.
In 2019 kwamen Congolees president Tshisekedi en zijn vrouw al eens langs in het Koninklijk Paleis van Brussel, waar duidelijk werd dat de band tussen koning Filip en Tshisekedi beter is dan die tussen koning Albert II en Kabila. Dit werd gevolgd door een brief van koning Filip in 2020 waarin hij zijn diepste spijt uitsprak voor de Belgische wandaden in Congo, enerzijds tijdens het regime van Leopold II en anderzijds tijdens de daaropvolgende koloniale periode. Daarnaast legde hij ook de link met de huidige discriminatie van Afro-Belgen. Hiermee zette hij zich af tegen de vorige koningen, die uitsluitend het positieve van de kolonisatie bleven benadrukken.
In november 2021 bezocht Dermine Congo al, waar hij in samenspraak met de Congolese autoriteiten aangaf een onderzoek te starten rond de teruggave van de goederen en kunstwerken uit de koloniale periode die nu in handen zijn van federale instellingen, zoals het AfricaMuseum.
Tijdens het bezoek vonden er gevechten plaats in het oosten van Congo, tussen het regeringsleger en de M23-beweging. Het geweld en de bijhorende vluchtelingenstroom concentreerde zich vooral in de buurt van Goma, niet ver van Bukavu waar de Belgische delegatie een bezoek aan bracht.

## Gevolgen

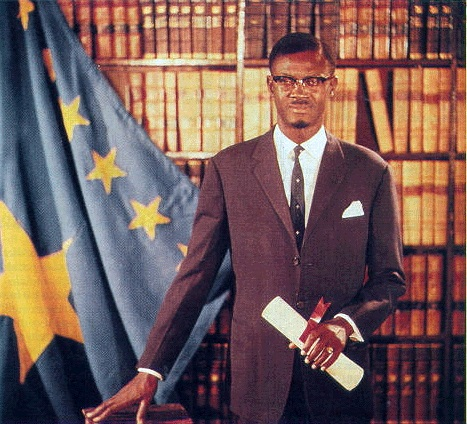
Patrice Emery Lumumba (1925-1961), eerste minister van de Republiek Congo, 1960

Op 20 juni 2022 is in het Egmontpaleis in Brussel een tand van de eerste premier van het onafhankelijke Congo, Patrice Lumumba, teruggegeven aan zijn familie. De tand was in 2016 teruggevonden bij Godelieve Soete, dochter van Gerard Soete, die betrokken was bij de nasleep van de moord op Lumumba. Er bestaat echter enige twijfel over de authenticiteit van de tand. De teruggave ervan past in de verbeterde relatie tussen België en Congo. De familie is bovendien verwelkomd op het Koninklijk Paleis, door koning Filip en koningin Mathilde.